# Sobór Przemienienia Pańskiego w Zagrzebiu
Sobór Przemienienia Pańskiego – prawosławna cerkiew w Zagrzebiu, katedra metropolii zagrzebsko-lublańskiej.
Cerkiew została wzniesiona w 1794 i odnowiona w 1886. Ikonostas został wykonany w 1833 przez rumuńskiego artystę Epimananondasa Bučevskiego. Projekt renowacji świątyni wykonał architekt Hermann Bollé. Kolejny generalny remont świątyni, połączony z wykonaniem fresków w części ołtarzowej i nawie, miał miejsce na przełomie XX i XXI w. Odremontowana świątynia została ponownie poświęcona 19 sierpnia 2007.
We wrześniu 2010 cerkiew została zdewastowana przez nieznanych sprawców, którzy umieścili na niej graffiti z symbolami ustaszy oraz hasłami nawołującymi do mordowania Serbów. Komentując ten incydent, przedstawiciele eparchii zagrzebsko-lublańskiej stwierdzili, iż przypadki aktów podobnego wandalizmu zdarzają się w Chorwacji regularnie.